# Jesús Urzagasti
Jesús Urzagasti Aguilera (Campo Pajoso, Bolivia, 15 de octubre de 1941 - La Paz, 27 de abril de 2013) fue hijo de Alberto Urzagasti y de María Aguilera, el mayor de 8 hermanos. Sus obras están consideradas entre las mejores de Bolivia. Tirinea fue elegida entre las 10 mejores novelas de la literatura boliviana.

## Vida y Obra
Jesús Urzagasti Aguilera nació en la localidad de Campo Pajoso (municipio de Yacuiba de la provincia del Gran Chaco), al sur de Bolivia. Hijo de agricultores, forjó su personalidad entre los montes de su amada provincia. Fue bachiller en humanidades y cursó un año de ingeniería (Geología) en la Universidad Mayor de San Andrés de la ciudad de La Paz. Trabajó un año (1965) en el Instituto Cinematográfico Boliviano y fue asistente de dirección durante la filmación de Ukamau, largometraje de Jorge Sanjinés. En 1969 obtuvo una beca de la Fundación Guggenheim.
Es autor de siete novelas: Tirinea, En el país del silencio (traducida al inglés por Kay Pritchett y publicada por la editorial de la Universidad de Arkansas/1994), De la ventana al parque (reeditada por la UNAM/México e incluida en la serie Rayuela Internacional y traducida al italiano por Claudio Cinti para la colección Sinopia), Los tejedores de la noche, Un verano con Marina Sangabriel, 'El último domingo de un caminante y Un hazmerreír en aprietos.
Publicó cinco libros de poesía: Yerubia, La colina que da al mar azul, El árbol de la tribu , Frondas nocturnas, Senderos y una obra en prosa titulada Cuaderno de Lilino.
Algunos de sus poemas fueron incluidos en antologías de Aldo Pellegrini, Julio Ortega y Armando Romero.
Se casó tres veces y fue padre de 8 hijos: Deterlino, Orana, Ela, Lucía, Nicolás, Nivardo, Froilán y Carmen.
En la madrugada del 27 de abril de 2013, a la edad de 71 años, Urzagasti falleció en su hogar a causa de un infarto. Sus cenizas se esparcieron a los pies de una isla de árboles jóvenes en "Retiro" (Gran Chaco) junto a la orilla del río y el canto de los pájaros.

## Periodismo
Trabajó en el diario Presencia de 1972 a 1998. Fue corrector, jefe de la sección cultural, jefe de redacción y director de Presencia Literaria.

## Presencia internacional
- Participó en eventos literarios realizados en Argentina, Colombia, Cuba, Chile, México, Perú y Uruguay. Visitó España y Francia en 1969 y 1990. Fue invitado a Estados Unidos, Alemania y Polonia.
- A fines de mayo del 2000 fue invitado al Tercer Salón del libro Iberoamericano de Gijón al que asistieron escritores de Hispanoamérica, España y Portugal.
- El 30 de mayo de 2000 la Sociedad de Estudios Literarios y Humanísticos de Salamanca "Alfonso Ortega Carmona" rindió homenaje al escritor Jesús Urzagasti. En el acto participaron los catedráticos españoles Alfredo Pérez Alencart, Carmen Ruiz Barrionuevo y Ángel González Quesada.
- En agosto del 2000 participó en el Quinto Foro Internacional por el Fomento del Libro y la Lectura, realizado en la ciudad de Resistencia, Provincia Chaco/Argentina.
- En septiembre del 2000 participó en el Encuentro Internacional de Escritores de Monterrey, México.
- En noviembre del 2000 participó en el Encuentro Internacional de Poetas Cerro Azul, organizado por la Universidad Ricardo Palma de Lima, Perú.
- En febrero del año 2002 se publicó en Milán la versión italiana de su novela Tirinea, traducida por Claudio Cinti para Crocetti Editore.
- En marzo del 2003 asistió en Dallas al XXIV Congreso de Latin American Studies Association (LASA).
- En noviembre de 2004 participó en el III Congreso Internacional de la Lengua Española, realizado en Rosario, Argentina.
- En mayo y junio de 2012 presentó en Florencia, Bérgamo, Roma, Padua, Venecia, Vicenza y Rovigo la versión italiana de su novela "Dalla finestra al parco", traducida por Claudio Cinti para la editorial Sinopia, y la antología poética "L’albero della tribu", traducida por Claudio Cinti y Silvia Raccampo para Il ponte del sale. En Vicenza participó en el festival Dire poesía organizado por el poeta Stefano Strazzabosco y en Rovigo en el festival de poesía, música y arte Verso il solsticio d’estate dirigido por el poeta Marco Munaro.

"Nací en el Gran Chaco boliviano, lo cual quiere decir que hay también un Chaco paraguayo, argentino e incluso brasileño, con una geografía similar y con una población de talante muy parecido en las cuatro regiones.
Bolivia y Paraguay se enzarzaron en una disputa territorial —allá por la década del 30 del siglo pasado— que precisamente es conocida como la Guerra del Chaco. Al margen de consideraciones políticas e históricas sobre un conflicto que desangró a dos pueblos hermanos, me parece pertinente recordar lo que sigue: poco antes de que se desataran las hostilidades, miembros de una comunidad guaraní confeccionaron una bandera boliviana y la mandaron a La Paz, para demostrar a las autoridades que también pertenecían al país. Los portadores de la enseña llegaron a la afamada Ciudad del Illimani pero nunca dieron con el Palacio de Gobierno. Yo tuve más suerte: no traje ninguna bandera y tampoco entré al Palacio que buscaban los caminantes guaraníes, pero encontré el centro secreto de mi país, cosa fundamental para un hombre nacido en la periferia.
No soy antropólogo y menos sociólogo. Pretendo manejarme entre palabras y pretendo manejar palabras. Semejante desafío me ocasionó un sinnúmero de vicisitudes, y no me quejo porque aprendí a valorar el silencio".

### Tirinea
``Tirinea es una llanura solitaria, con árboles fogosos y cálidas arenas expulsadas del fondo azul de la tierra. Perdida como está en la memoria de los ángeles, la vida allí no ejerce ningún control y soy yo el único sobreviviente.....´´

Jesús Urzagasti escribió Tirinea en 1967. La obra fue publicada en 1969 por la Editorial Sudamericana de Buenos Aires.
- El novelista argentino Mempo Giardinelli afirmó de Tirinea:

        Novela de tiempo irreal y cronograma de sentido inverso (el viejo que narra avanza por momentos hacia su juventud) y novela experimental de las que hoy ya no se escriben, llamó la atención de poetas notables como Alberto Girri y Rodolfo Alonso. Y de casi todos los lectores, que saludaron en este texto la originalidad y la audacia creativa de un escritor impresionante, también autor de novelas como De la ventana al parque, En el país del silencio y Los tejedores de la noche, joyas no de la literatura boliviana sino de toda Latinoamérica.

### En el país del silencio
``......Mirando los astros de un cielo remoto, dejó que cediera la tensión de la medianoche. Entonces parecía llover mansamente o quizás era la cálida brisa de antaño, el alba inmemorial donde se esfuman los fantasmas.....´´

- A propósito de En el país del silencio (In the land of silence), el escritor Gregory Rabassa ha dicho lo siguiente:

There are those who say the 'boom' in the Latin American novel is over and that we are left with imitators. This is not so. What we have, rather, are continuers and Jesús Urzagasti of Bolivia is in their front rank. IN THE LAND OF SILENCE makes me feel that this is what Julio Cortázar might be up to were he still with us. His notion of the paredros, the double, is here in triplicate, albeit in an environment that Urzagasti is privy to. Latin America is a multifaceted culture and here we have it reflected in one character as he is shown in three heteronyms, much in the manner of Fernando Pessoa. This is one of the best novels to have come out of Latin America in many a moon, and Kay Pritchett's impeccable translation carries its glow in all its brilliance over into English.

### De la ventana al parque
``...suposición, claro está, una noche me confesó que de tanto pelear con los paraguayos el terror lo hizo titubear más de la cuenta, cada madrugada se levantaba despavorido y buscaba su fusil, aunque por suerte no alcanzaba a disparar desde su trinchera, porque la pesadilla terminaba en cuanto tenía el arma en la mano.....´´

``De la ventana al parque´´, una obra con más de 40 personajes, es un canto a la vida a través de la rememoración de los muertos. Mereció el siguiente comentario del novelista mexicano Hernán Lara Zavala:

      De la ventana al parque es una novela que combina los mitos de la más pura tradición latinoamericana con los más audaces recursos literarios. El narrador se propone como intermediario con el mundo de los muertos que habitan en lugares dispares y lejanos. Así desfilan ante el lector cuchilleros, militares ex combatientes de la guerra del Chaco, parientes, amigos y bellas mujeres que ya emprendieron 'el viaje definitivo'. Personaje principal de esta historia es también el diablo, mandinga o el Maestro de la Noche. Se trata de una novela escrita con humor, lirismo y fantasía en donde la anécdota se va entretejiendo de manera fragmentaria para ofrecernos una aventura de lenguaje e imaginación.

### Los tejedores de la noche
``.....En momentos de suma claridad mental considero que el rodaje de la película de la guerra del Chaco ha concluido. Sé empero que ese orden anticipado de imágenes y palabras es la antesala de la locura o de la salvación. Más vale entonces olvidarse del guion y pasar a temas menos arduos.....´´

El poeta argentino Rodolfo Alonso ha dicho de ``Los tejedores de la noche´´:

        Solemos referirnos a la poesía cuando una escritura se escapa, sobrepasa la mera descripción, el puro discurrir. Pero si alguna vez ello fue atinado, justo, es con la obra que ahora nos ocupa: Los tejedores de la noche. Esta escritura suntuosa y flexible, la de alguien que goza al operarla, y que transmite ese goce a todo lector no sólo dispuesto sino capaz de percibirlo, rebasa la ya acaso arcaica barrera de los géneros y se convierte en un eficaz medio de revelación y sortilegio, de conocimiento y de ensoñación.

- Datos: Q5930745